# Аннагельдыев, Бегли Худайгельдыевич
Бегли Худайгельдыевич Аннагельды́ев (туркм. Annageldyýew Begli; 25 мая 1984) — туркменский футболист, защитник. Выступал за сборную Туркменистана.

## Клубная карьера
С середины 2000-х годов выступал за МТТУ, неоднократный чемпион и призёр чемпионата страны. С 2015 года игрок ашхабадской «Хазыны» («Едиген»).

## Карьера в сборной
Вызывался в национальную сборную Туркменистана на отборочные матчи чемпионата мира 2010 и чемпионата мира 2014 годов. Всего за сборную провёл более 20 матчей.